# 苗苗 (演员)
苗苗（1988年11月29日—），女，河南南阳人，中國大陸演員，畢業於北京舞蹈学院。

## 生平
苗苗六岁开始学习舞蹈，1999年进入北京舞蹈学院附属中学中国舞专业学习舞蹈，2005年考入北京舞蹈学院古典舞专业，毕业后进入总政文工团。2009年，参演张继钢执导的山西说唱剧《解放》；2013年，参演由总政歌舞团编排的红色舞台剧《铁道游击队》。
2007年开始接触影视剧，主演、参演过《谁在说谎》、《身份的证明》、《特工皇妃楚乔传》等电视剧。2017年1月，主演由冯小刚执导的青春文艺电影《芳华》，饰演何小萍，从此打开知名度。
2020年5月21日，与郑恺宣布结婚。两人育有一女一子。

## 個人生活

### 感情婚姻
- 2019年，苗苗和郑恺被拍到一同出国旅游，两人恋情曝光。
- 2020年5月21日，郑恺苗苗在微博晒出九宫格结婚照宣布结婚；同年10月22日，郑恺在采访中，公布了妻子苗苗产女的喜讯消息。
- 2022年4月21日，妻子苗苗晒vlog宣布怀二胎；6月1日，郑恺晒照宣布苗苗二胎得子。

## 主要作品

### 电影
| 上映年份 | 电影名       | 角色               | 備註     |
| 2015年   | 黄金谜案     | 苏晴儿             |          |
| 2016年   | 有家         | 彩虹               |          |
| 2016年   | 异能杀手前传 |                    | 网絡電影 |
| 2017年   | 美容针       | 李堂珍（学生时期） |          |
| 2017年   | 芳华         | 何小萍             |          |
| 2023年   | 不止不休     | 小竹               |          |
| 2024年   | 749局        | 夏婳               |          |
| 待上映   | 六月的秘密   |                    |          |

### 电视剧
| 首播年份 | 剧名           | 角色     | 备注       |
| 2007年   | 谁在说谎       | 易楚楚   |            |
| 2009年   | 身份的证明     | 瞿思     |            |
| 2017年   | 一树桃花开     | 陶蕊     |            |
| 2017年   | 幻城凡世       | 明乐     | 网剧       |
| 2017年   | 楚乔传         | 荊小七   |            |
| 2019年   | 爱上你，治愈我 | 孙树     |            |
| 2019年   | 青春抛物线     | 易安乐   |            |
| 2020年   | 我是余欢水       | 栾冰然   | 网剧       |
| 2023年   | 外婆的新世界   | 青年海燕 |            |
| 2024年   | 爱情变变变     | 李怡然   | 2014年拍攝 |
| 待播     | 鹰舞剑锋       | 李可心   | 2014年拍攝 |

### 舞台剧
| 年份   | 剧名       | 角色 | 备注                   |
| 2009年 | 解放       | 小小 | 山西说唱剧             |
| 2010年 | 铁道游击队 | 梅妮 | 总政歌舞团的红色舞台剧 |

## 获奖记录
| 获奖年份 | 奖项                              | 结果                  | 备注 |
| 2008年   | 第4届华北五省舞蹈比赛专业组一等奖 | 获奖                  |      |
| 2017年   | 第1届塞班国际电影节最佳新人奖     | 提名                  | 芳华 |
| 2018年   | 第25届北京大学生电影节最佳新人奖  | 获奖 （和钟楚曦共同） | 芳华 |

## 外部連結
- 苗苗的新浪微博